# Welzow
Welzow (tiếng Sorbia Wjelcej) là một thị xã ở huyện Spree-Neiße, đông nam Brandenburg, Đức. Thị xã có cự ly 16 km về phía tây bắc Hoyerswerda, và 23 km về phía tây nam Cottbus.